# استوچک ویلکی
استوچک ویلکی (به لاتین: Stożek Wielki) یک کوه در جمهوری چک است که در ناوسی واقع شده‌است. استوچک ویلکی ۹۷۸ متر بالاتر از سطح دریا واقع شده‌است.